# Hada radiata
Hada radiata là một loài bướm đêm trong họ Noctuidae.